# Magdalena de San Jerónimo
Magdalena de San Jerónimo es el nombre religioso de Beatriz de Zamudio, dama española de los tiempos de Felipe II y Felipe III. La madre Magdalena de San Jerónimo fundó en Valladolid la Casa Pía de la Aprobación, lugar en el que las mujeres "arrepentidas" de sus pecados eran recogidas y adoctrinadas para recibir el hábito en San Felipe de la Penitencia. No tenemos apenas muchos datos biográficos sobre ella, ni siquiera sabemos si llegó a profesar, solo sabemos que pertenecía a la casa Zamudio, linaje noble de Vizcaya, servidora de la corona y por ello vinculada al poder y al rey. De hecho, gracias a su influencia consiguió casar de forma ventajosa a unas sobrinas.
Entre 1589 y 1600 estuvo en Madrid, vinculada con la infanta Isabel Clara Eugenia, hija predilecta de Felipe II, a la que en 1598 el rey otorgó como dote los Países Bajos y el ducado de Borgoña en su matrimonio con el archiduque Alberto de Austria, nieto de Carlos V, y a Luisa de Carvajal. Lo sabemos por la correspondencia que mantiene con ellas. Es durante este periodo, que puede llegar a hablar con el rey para exponerle su proyecto carcelario, la Galera. El rey lo derivará a los Concejos Reales para su definitivo tratamiento.
Entre 1600 y 1613 se la vio por París, Bruselas e Inglaterra, cumpliendo encargos solicitados por sus dos protectoras: traer los cuerpos de san Mauricio y san Pascual. En la toma de posesión de la infanta Isabel Clara Eugenia como soberana de los Países Bajos, fue acompañada hasta Flandes por Magdalena de San Jerónimo, que consiguió durante esta estancia una autorización especial del papa Clemente VIII para recopilar un importante cargamento de reliquias procedentes de conventos e iglesias de Colonia y Tréveris. En 1604, Magdalena de San Jerónimo regresaba con su colección de reliquias desde Flandes a Valladolid. Además entregó los cuerpos completos de san Mauricio, mártir de la Legión Tebana, y San Pascual papa, uno a la ciudad de Valladolid y otro a la Casa Pía de la Aprobación, junto a un buen cúmulo de aquellas reliquias traídas de Flandes. En la tarde del 22 de septiembre de 1604, día de san Mauricio, tenido por santo patrono de la prestigiosa Orden del Toisón de Oro, salía una solemne procesión de la catedral presidida por Juan Bautista Acevedo, inquisidor general y obispo de Valladolid, vestido de pontifical, y detrás el duque de Lerma, en su calidad de regidor de la ciudad, junto a los príncipes de Saboya y representantes de los consejos del Reino y del ayuntamiento en pleno portando cirios, que se dirigieron hasta la Casa Pía de la Aprobación para recoger las reliquias. Al frente de la comitiva figuraba el estandarte de San Mauricio, actualmente conservado en el Museo de Valladolid. El 13 de marzo de 1605, Magdalena de San Jerónimo consiguió que el ayuntamiento se hiciera cargo de la Casa Pía de la Aprobación y regresó a Flandes, viaje del que da cuenta Fr. Ángel Manrique en su Vida de sor Ana de Jesús, comenzando a urdir la creación de cárceles correccionales para mujeres "públicas" y delincuentes, las denominadas "galeras para mujeres". En 1605 participó en la fundación del convento de las carmelitas descalzas en Bruselas (1606-1607).

## Razón y forma de la Galera...

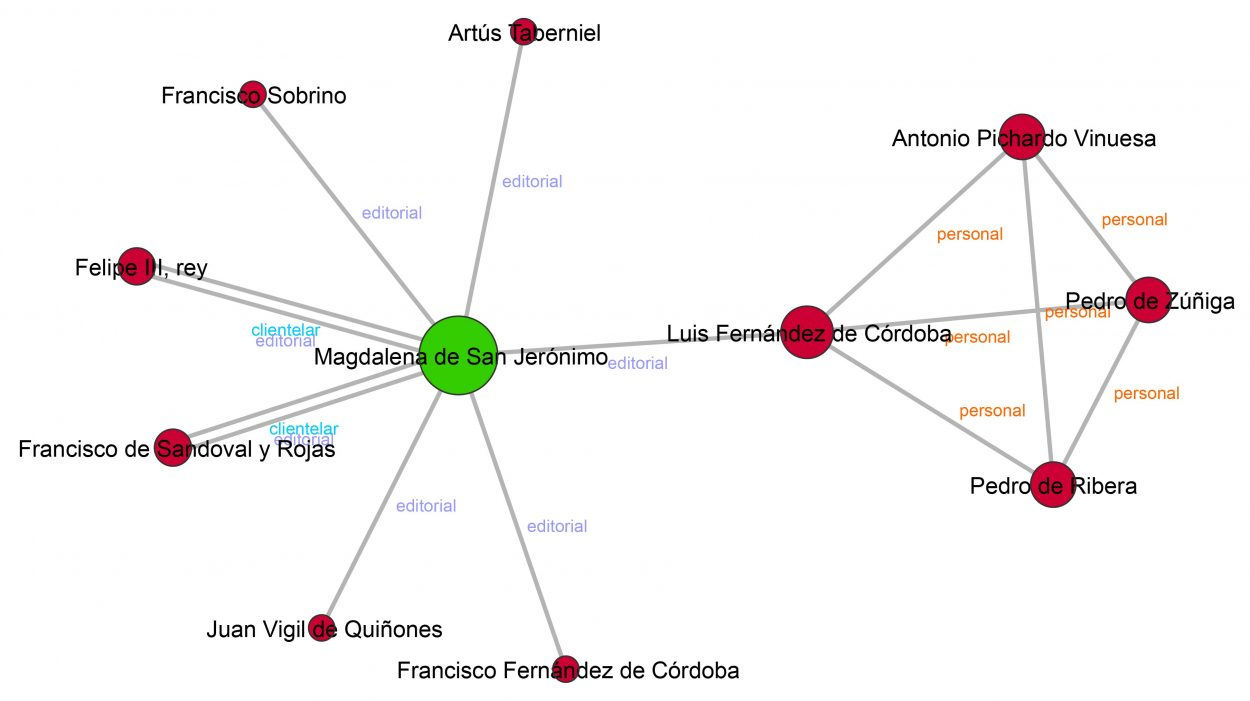
Red de sociabilidad de Magdalena de San Jerónimo creada por el proyecto Bieses

Con este objetivo, la creación de cárceles correccionales femeninas, escribió Razón y forma de la Galera y Casa Real, que el rey, nuestro señor, manda hacer en estos reinos, para castigo de las mujeres vagantes, y ladronas, alcahuetas, hechiceras, y otras semejantes, un pequeño tratado que fue publicado en 1608, tanto en Valladolid como en Salamanca. Las dos ediciones de esta obra se hicieron el mismo año y en ciudades próximas, sin embargo presentan diferencias que hacen pensar que la edición de Valladolid fue la primera de las dos. La edición de Salamanca parece haber recortado algunas frases y partes de sintagmas de los paratextos, además también es más breve el capítulo final, que en la edición vallisoletana continúa entre las p. 55-61 con texto del capítulo sin correspondencia en la otra. Estas eliminaciones y alguna lectio facilior sugieren que la primera edición se hizo en Valladolid. La edición de Salamanca tiene, en cambio, antes de la dedicatoria una relación que explica por qué los regidores y cabildo de la ciudad han decidido que se imprima la obra. El otro cambio ideológicamente relevante es la adición de la hechicería entre las causas de condena de estas mujeres.
Esta obra dio el impulso definitivo a la creación de las primeras cárceles para mujeres, pues, al poco tiempo de su publicación, Felipe III ordenaba la construcción de Casas Galera en Valladolid y Madrid. Algo después se extenderían a otras muchas ciudades, como Salamanca, Zaragoza, Barcelona, Valencia y Granada.

En esta obra, Magdalena de San Jerónimo enumera las que merecían el calificativo de "perdidas", como aquellas que salen por la noche "como bestias fieras de sus cuevas a buscar la caza" haciendo cometer a los hombres gravísimos pecados, o las que vendían jóvenes "concertando el tanto o más cuanto como ovejas para el matadero", incluyendo a las que se dedicaban a pedir limosna cargadas de niños para dar lástima y las "mozas de servicio". En este fragmento de la introducción se expresa el propósito de su obra:
Dando y tomando hallé por mi cuenta que la causa era el no haber bastante castigo en España para este linaje de malas mujeres y que, así que el remedio sería que hubiese tantas suertes de castigos para ellas como hay para los hombres delincuentes, pues muchas de ellas les llevan harta ventaja en la maldad y pecados. Uno, pues, de los castigos (y muy general) que hay en España para los hombres malhechores es el echarlos a galeras por dos, cuatro o más años, según sus delitos lo merecen. Pues así haya galeras en su modo para echar a las mujeres malhechoras, donde a la medida de sus culpas sean castigadas. Por lo cual, el fin y blanco de esta obra es hacer una casa en cada ciudad y lugar donde hubiere comodidad, con nombre de galera, donde la justicia recoja y castigue, según sus delitos, las mujeres vagantes, ladronas, alcahuetas y otras semejantes.

En la dedicatoria que hace al rey de su obra, esta mujer fue consciente de que su discurso legitima un orden social sexista:
[...] Y como las demas cosas nuevas en sus principios, así este "tratadillo" ha causado novedad y admiración, no sólo en la gente vulgar y común pero aún en la principal y más grave, teniendo el nombre y hechos de esta Galera por demasiado rigor y severidad, particularmente siendo inventada por mujer contra mujeres [...]
Resumiendo, la obra es, entonces, una propuesta correctiva y moralizadora a la vez de las prácticas vergonzantes y delictivas de algunas mujeres, aplicando un rigor impensable para normalizar los comportamientos: castigar el cuerpo con horribles tormentos, limpiar al alma de los pecados y reformar a estas mujeres para el buen servicio tal como dolorosamente purgaban sus penas los reos-remeros, en las galeras reales.Muere en Madrid a finales del año 1622 dejando una parte de sus reliquias, adquiridas durante su estancia en Flandes, al convento de la Encarnación de Madrid (AHN, Clero, Jesuitas, 29-2).